# 吉林省地方水电
吉林省地方水电有限公司，是吉林省水利厅下属的国有企业，运营吉林省东部长白山区一些县域与林业地区的供电网与部分小水电站。

## 历史
前身为吉林省水利厅水电处，后改为直属全额拨款事业单位吉林省地方水电局。1998年12月28日由省水务投资集团、抚松县、通化县、临江市、长白县、靖宇县电力或水电公司合并设立。2004年5月划归吉林省国资委。2005年11月划归吉林省水利厅。

## 供电区
- 长白县全县
- 安图县与白河林业局（长白山管委会池北区）辖域。共13个供电营业所，负责全县除县城明月镇以外9个乡镇180个行政村和长白山旅游风景区的供电，供电户数为49664户，年供电量达1.3亿千瓦时。总装机容量4.2万千瓦。平均负荷1.3万千瓦。由于从南部的水电发电区通过113km的66千伏单回路与北部受电区的安图变电所联网，自2009年1月起不到两年的时间内，因雷击跳闸导致电网瓦解13次。[2]
- 抚松县除松江河林业局及部分林场以外的全县供电任务，年供电量11287万千瓦时。
- 临江县：临江市除市区以外的供电任务，年供电量19474万千瓦时
- 通化县：年供电量10921万千瓦时。